# 罗州站
罗州站（：／ Naju yeok */?）是湖南線沿線的一座鐵路車站，位于韩国全羅南道羅州市松月洞。本站有一班列車及無窮花號、ITX-新村、KTX、SRT等列車停靠。

## 历史
- 1913年7月1日 - 落成使用[1]。
- 2001年7月10日 - 车站移动到现在位置。

## 相鄰車站
韓國鐵道公社
湖南線
老安－羅州－多侍